# Siccia pyralina
Siccia pyralina är en fjärilsart som beskrevs av Rothschild 1913. Siccia pyralina ingår i släktet Siccia och familjen björnspinnare. Inga underarter finns listade i Catalogue of Life.